# Малая калифорнийская качурка
Малая калифорнийская качурка (лат. Hydrobates microsoma) — вид морских птиц из семейства качурок.

## Описание
Птица гнездится колониями на мелких островах неподалёку от побережья Калифорнии и Калифорнийского полуострова. Во внебрачный период мигрирует на юг вдоль побережья Центральной Америки в Эквадор.
Длина тела 13—15 см, размах крыльев 32 см.
Живёт в открытом море. Питается планктонными ракообразными, реже мелкой рыбой. Сезон размножения начинается в мае. Гнездо обустраивает в расщелинах скал, реже в норах. В гнезде единственное белое яйцо. Насиживают оба родителя по очереди. Инкубация длится 50 дней. Птенцы способны к полёту через 10 недель после вылупления.